# 하세가와 유이
하세가와 유이(일본어: 長谷川 唯, 1997년 1월 29일 ~ )는 일본의 여자 축구 선수로 현재 잉글랜드 FA 여자 슈퍼리그의 맨체스터 시티 위민에서 미드필더로 활동 중이다.

## 국가대표팀 경력
2012년과 2014년 FIFA U-17 여자 월드컵, 2016년 FIFA U-20 여자 월드컵에 출전했다. 2014년 U-17 월드컵 우승에 기여했다.
그녀는 2017년 알가르브컵에 참가할 일본 국가대표팀에 발탁되었으며, 3월 1일 스페인와의 경기에서 데뷔했다. 2018년 AFC 여자 아시안컵 우승, 2018년 아시안 게임 금메달 획득에 기여했다. 2023년 FIFA 여자 월드컵, 2024년 하계 올림픽에도 출전했다.

## 통계
| 일본 | 일본 | 일본 |
| 연도 | 출전 | 득점 |
| ---- | ---- | ---- |
| 2017 | 13   | 2    |
| 2018 | 17   | 2    |
| 2019 | 12   | 4    |
| 2020 | 0    | 0    |
| 2021 | 11   | 3    |
| 2022 | 8    | 3    |
| 2023 | 17   | 6    |
| 2024 | 12   | 0    |
| 통산 | 90   | 20   |